# Orłowiec
Orłowiec (niem. Schönau bei Bad Landeck) – wieś w Polsce położona w województwie dolnośląskim, w powiecie kłodzkim, w gminie Lądek-Zdrój.

## Podział administracyjny
W latach 1975–1998 miejscowość administracyjnie należała do województwa wałbrzyskiego.

## Historia
Pierwsze wzmianki o Orłowcu pochodzą z 1346 roku. W XV wieku wieś przeszła na własność rodziny von Pannvitzów i należała do nich do wojny trzydziestoletniej. Szkołę katolicką wzmiankowano po raz pierwszy w 1789 roku, a wolne sędziostwo w roku 1830. W 1840 roku w miejscowości istniały dwa młyny wodne, wytwórnia potażu, browar i tartak. W XIX wieku rozwinął się nieco w Orłowcu lokalny przemysł, rzemiosło i handel. Wieś pozostawała  średniej wielkości miejscowością, w której największą liczbę ludności odnotowano w 1867 roku (588 osób). W drugiej połowie XIX wieku Orłowiec stał się wsią turystyczną, gdyż wiodły przezeń szlaki na Jawornik Wielki i na Przełęcz Różaniec. W okresie międzywojennym wzniesiono w Orłowcu budynek straży granicznej. Po 1945 roku początkowo był niewielką wsią rolniczą, w następnych latach zaczęła odradzać się funkcja letniskowa. W 1978 roku było tu 27 gospodarstw rolnych, w 1988 roku ich liczba spadła do 16.

## Demografia
Miejscowość liczy 71 mieszkańców (31.03.2011 r.).

## Zabytki
Do wojewódzkiego rejestru zabytków wpisane są obiekty:
- Kościół św. Sebastiana w Orłowcu, filialny z około 1600 roku[5]. Jest to budowla jednonawowa z prostokątnym prezbiterium i niską wieża nakrytą hełmem z latarnią[5]. Skromne wyposażenie kościoła pochodzące z lat 1770-1780 utrzymane jest w stylu późnego baroku, jego autorstwo przypisywane jest Michaelowi Ingnatzowi Klahrowi[6].
- dwór, nr 4, z 1787 roku[5]
- oficyna, nr 5, z XVIII wieku.

## Turystyka
Przez Orłowiec przechodzi szlak turystyczny:
&  czerwony Główny Szlak Sudecki z Lądka Zdroju do Złotego Stoku.

## Osoby związane z Orłowcem
- W miejscowości urodził się Franz Volkmer (1846-1930), nauczyciel, historyk-regionalista, dyrektor seminarium nauczycielskiego w Bystrzycy Kłodzkiej[5]

## Zobacz też

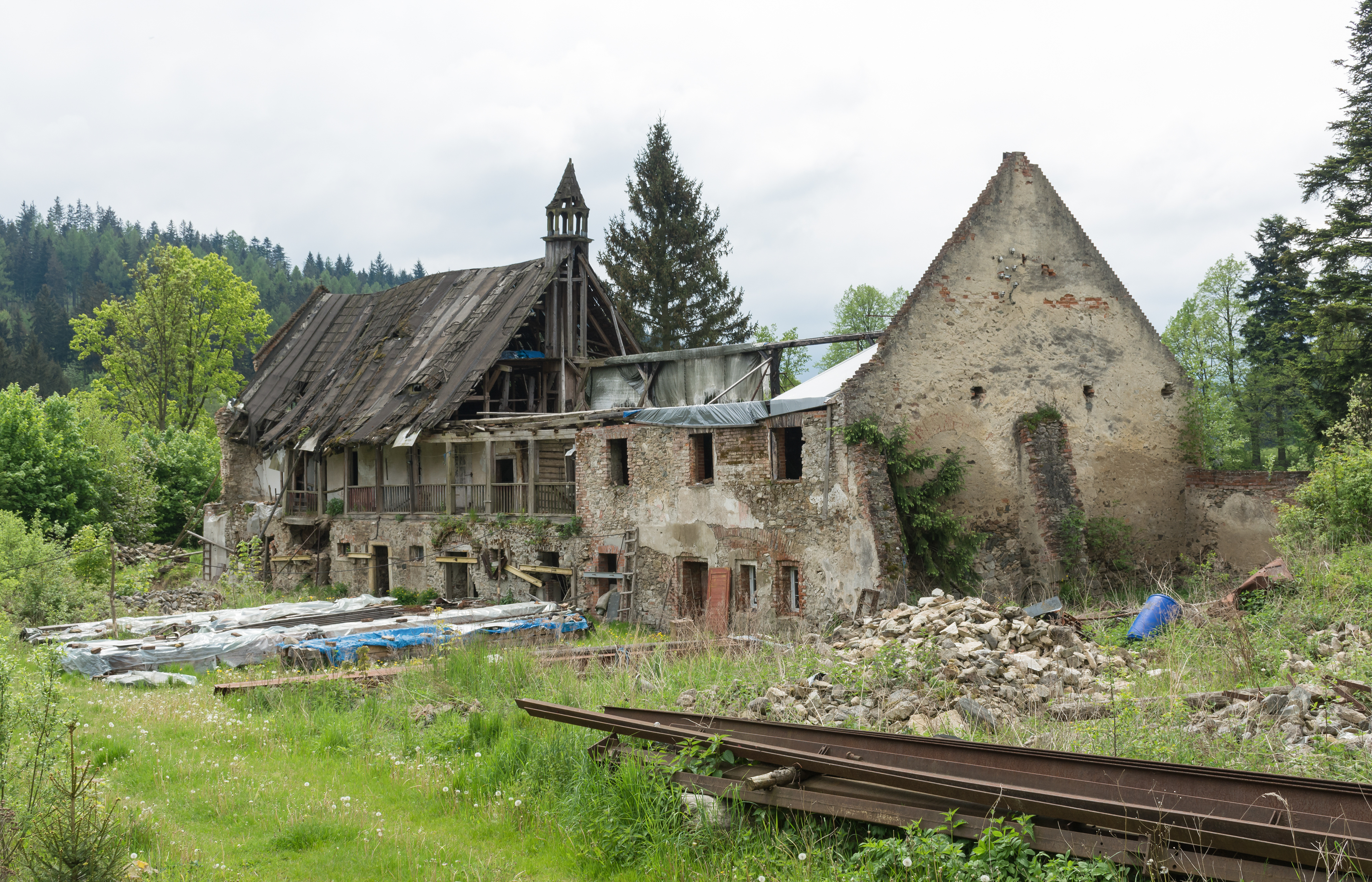
Zespół dworski
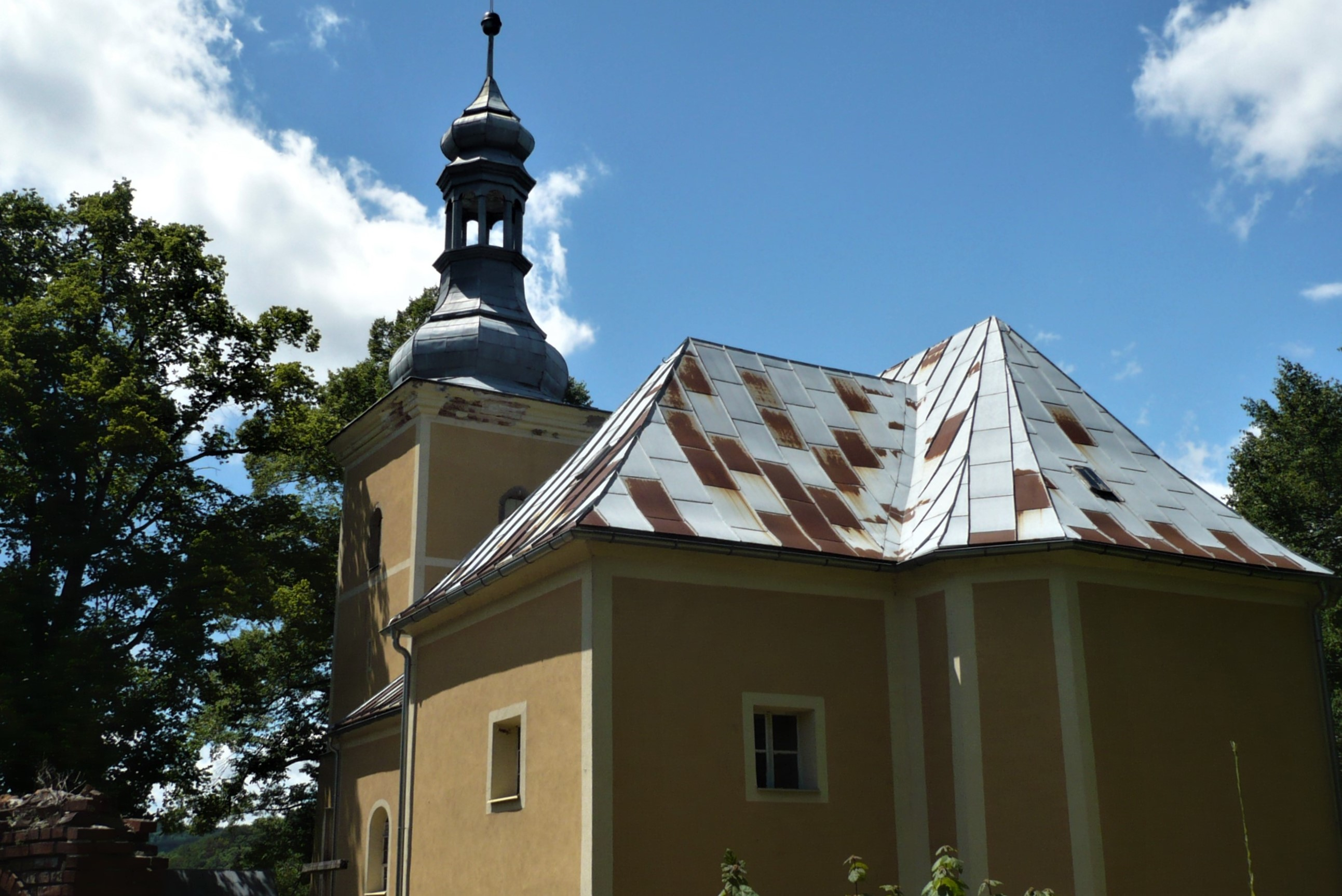
Kościół w Orłowcu
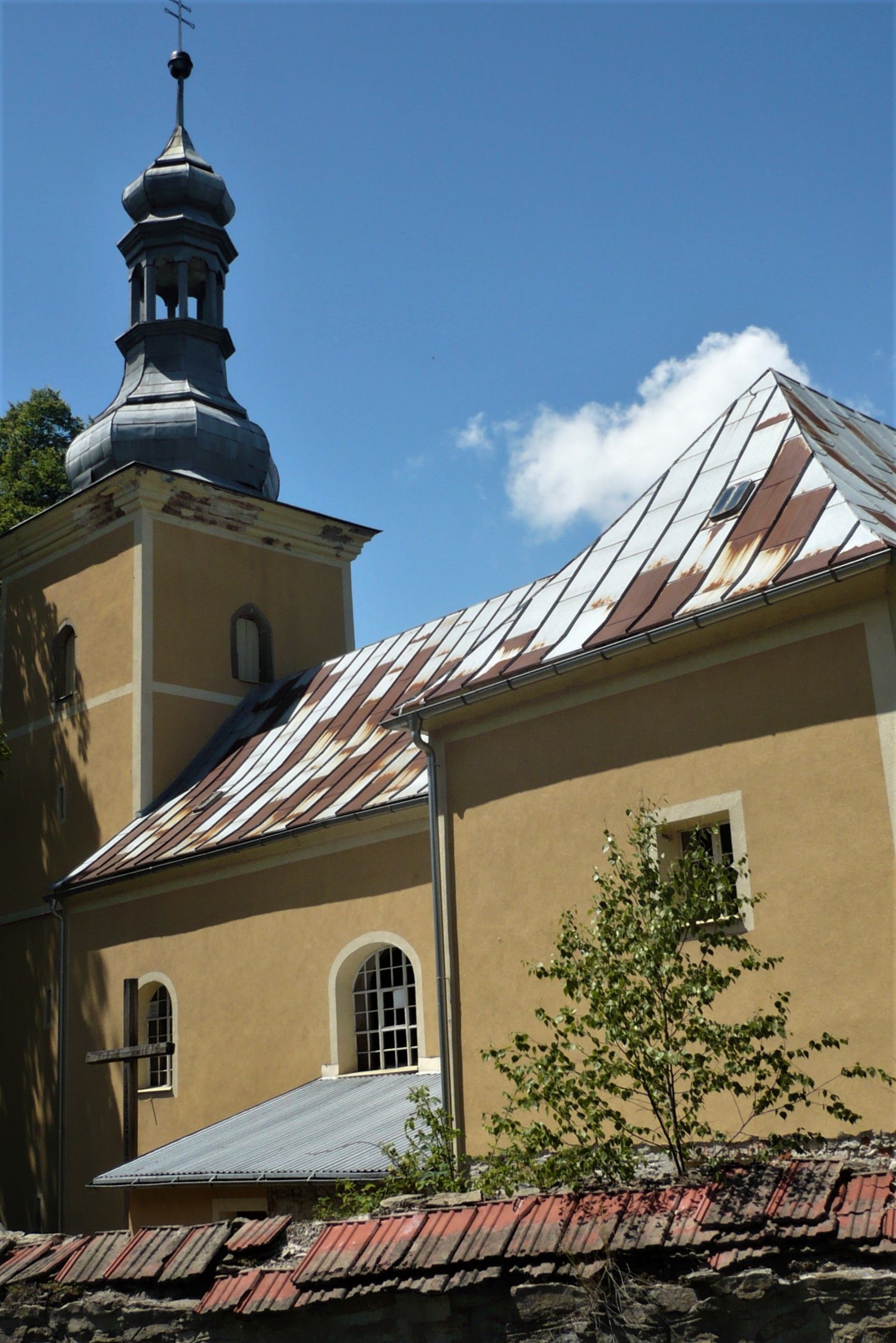
Kościół w Orłowcu
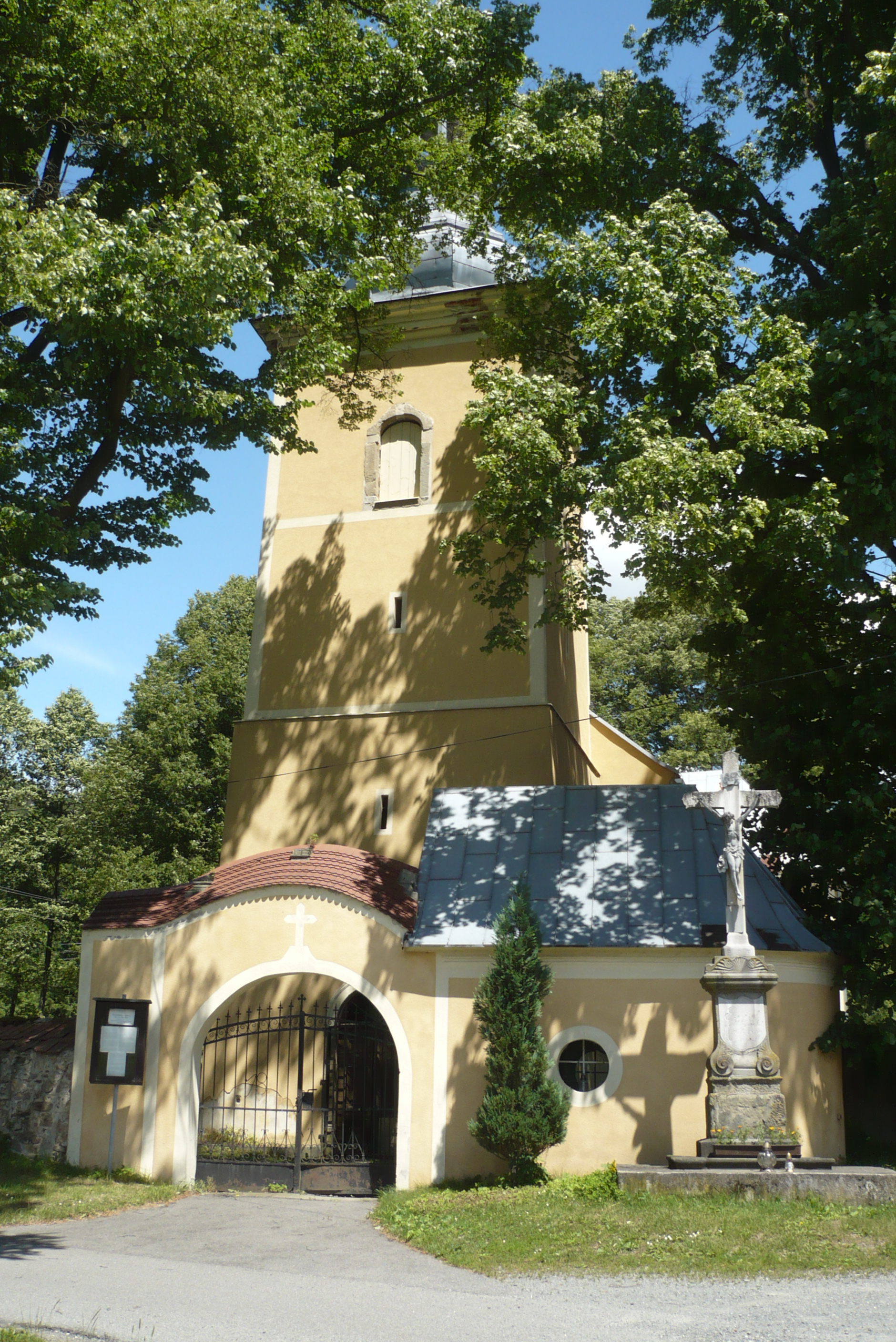
Kościół w Orłowcu
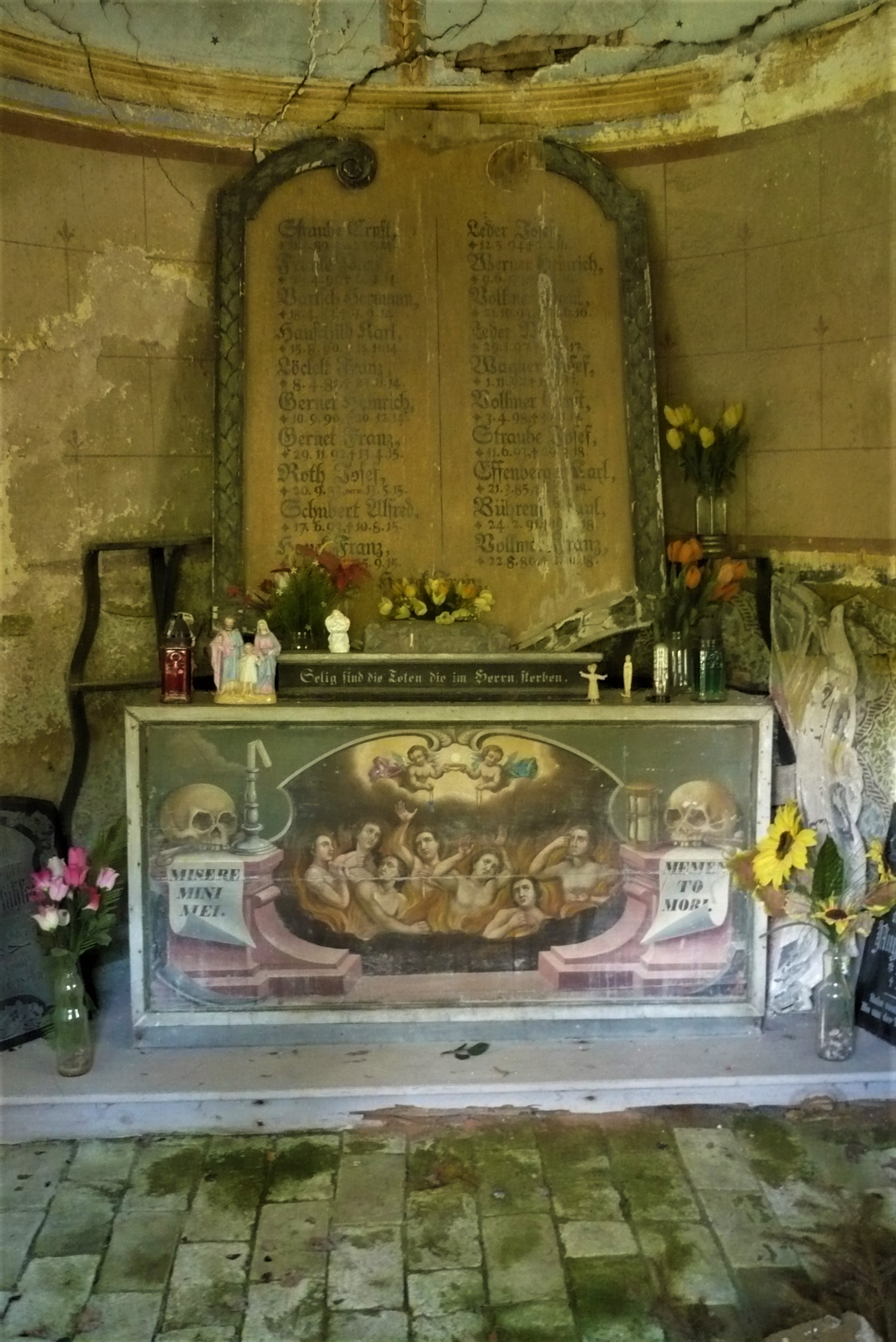
Kaplica w Orłowcu
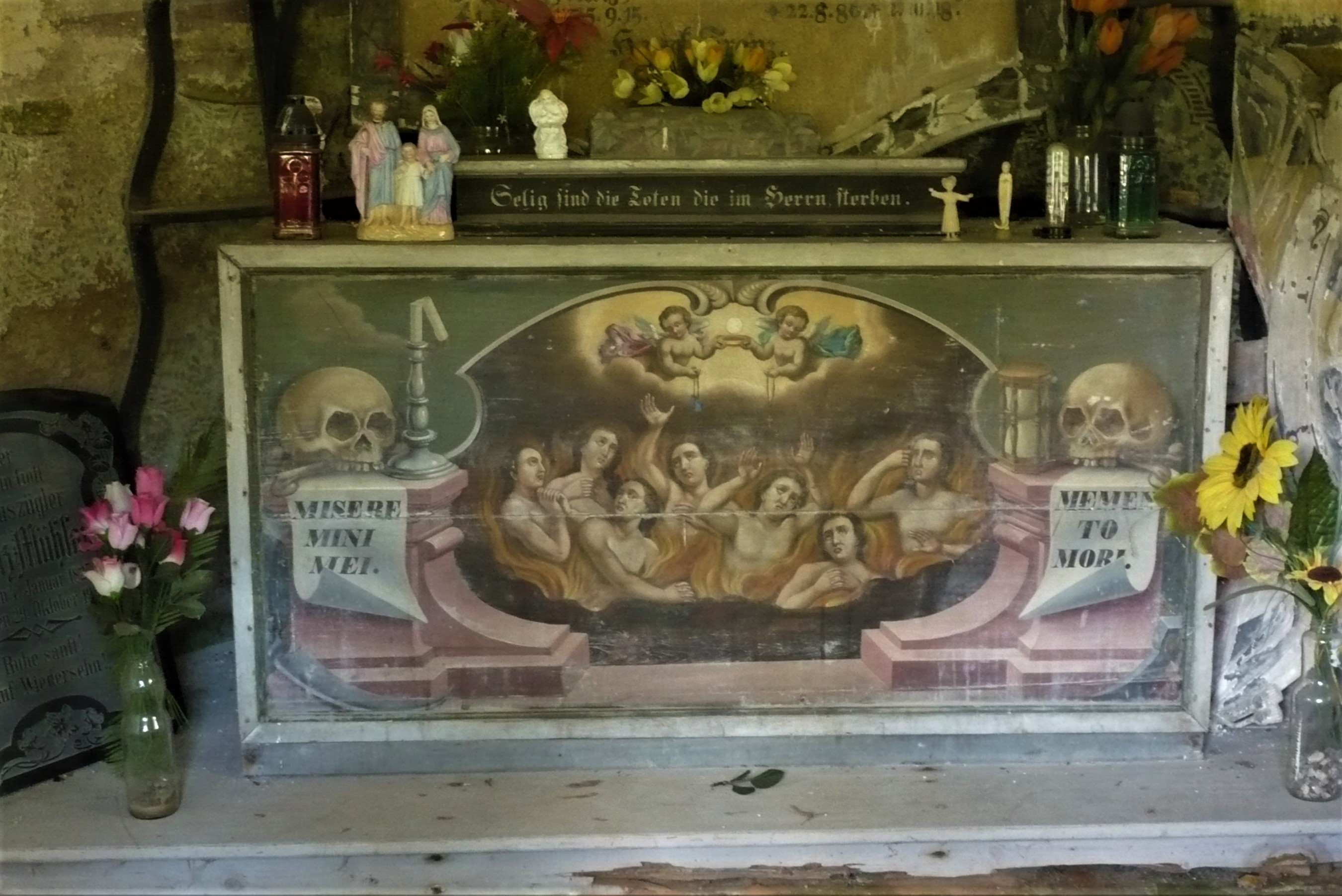
Kaplica w Orłowcu
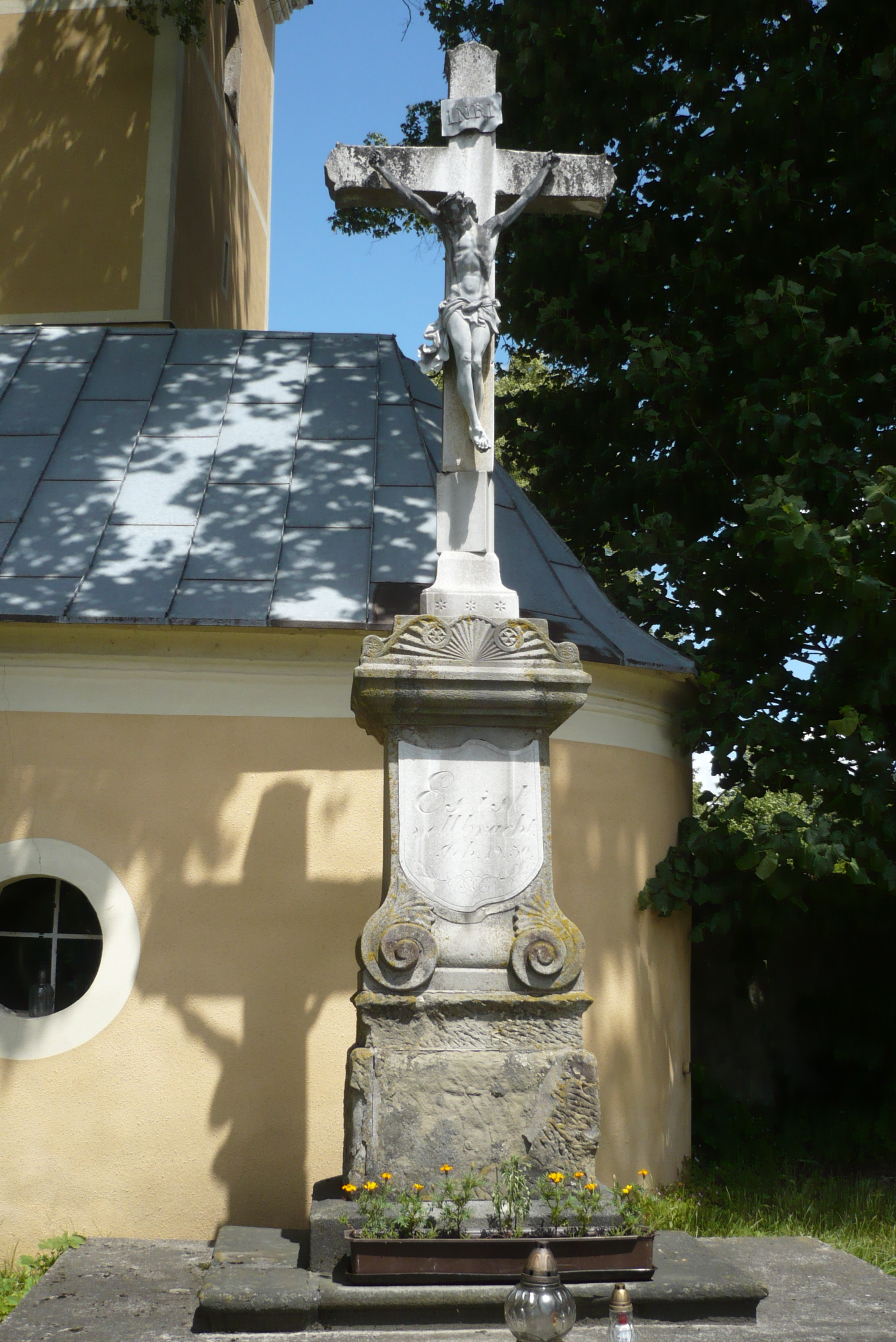
Krzyż w Orłowcu
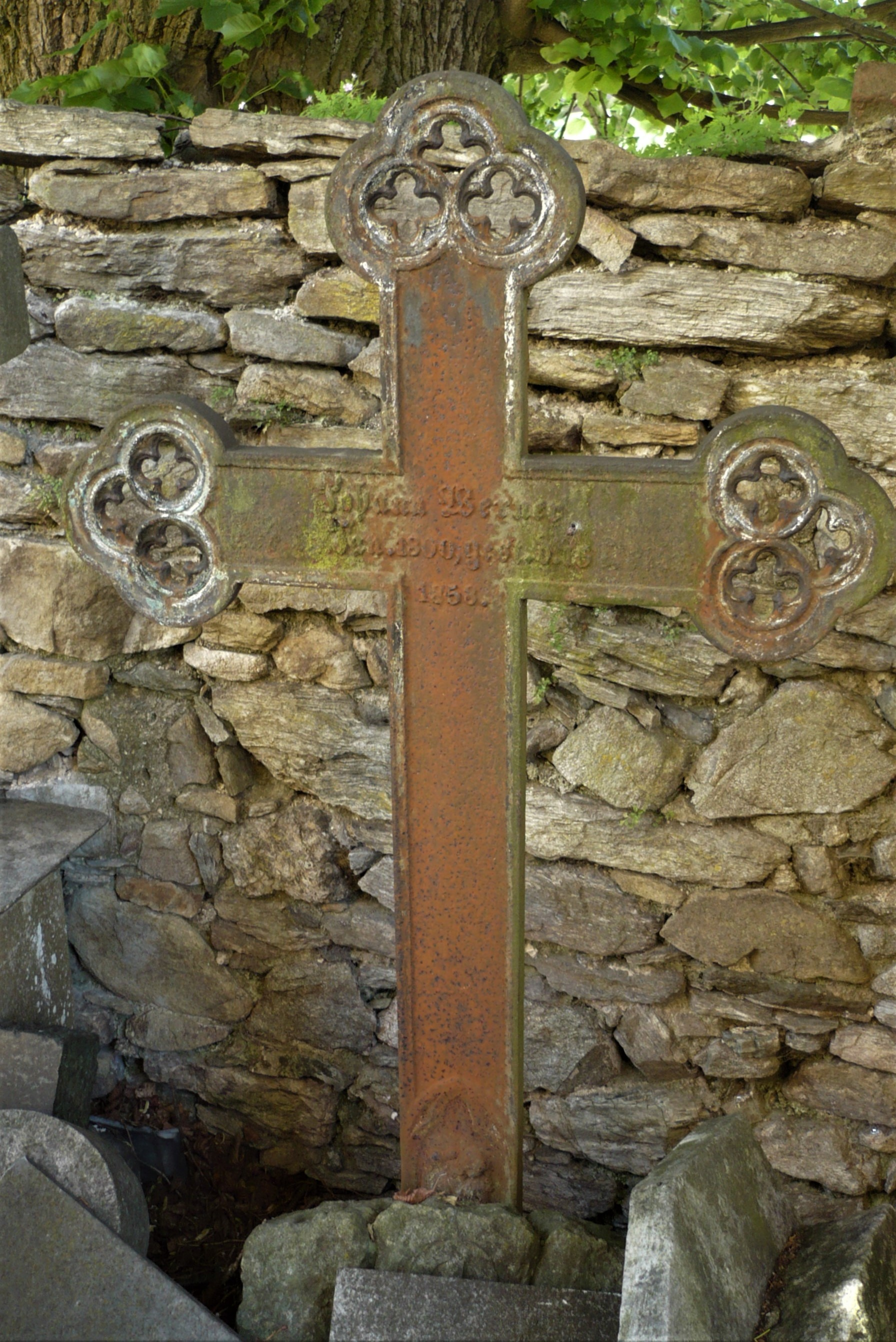
Krzyż w Orłowcu